# Code INSEE
In Frankreich sind die Codes INSEE numerische oder alphanumerische Codes, die vom nationalen Institut für Statistik und Wirtschaftsstudien (französisch Institut national de la statistique et des études économiques, einer öffentlichen Einrichtung, die für die Erfassung und Analyse verschiedener statistischer Angaben zuständig ist) vergeben werden. Sie umfassen Einwohner, Gebietskörperschaften und Unternehmen.

## Offizieller geographischer Code
Der offizielle geographische Code ist eine Nomenklatur der französischen Gemeinden, die vom INSEE definiert wird und die dem deutschen amtlichen Gemeindeschlüssel entspricht und wie dieser hierarchisch aufgebaut ist. Dieser Code besteht aus fünf Ziffern, von denen die ersten beiden die Ordnungszahl des Départements und die letzten drei die alphabetische Position des Ortes in diesem Département angeben.
Beispiel:
Die Stadt Metz hat den INSEE-Code 57463. Er setzt sich zusammen aus 57 (Ordnungszahl des Départements Moselle) und 463 (Position der Stadt im Alphabet dieses Départements).
Auch die französischen Überseegebiete sind durch die INSEE-Codes abgedeckt, selbst jene, die nicht in Gemeinden untergliedert werden.
Dabei werden drei Ziffern für das Gebiet und zwei für den Ort (Beispiel 987 35 Papeete 35. Ort in 987 französisch Polynesien) zusammengefügt.
Auch für das Ausland werden INSEE-Codes gebildet, aber nicht für Orte, sondern nur für Staaten. Sie haben ebenfalls fünf Stellen und beginnen stets mit der Ziffernfolge 99, gefolgt von einer Ziffer, die den Kontinent bezeichnet (1: Europa; 2: Asien, 3: Afrika, 4: Amerika, 5: Ozeanien). Beispiele für deutschsprachige Länder sind 99 109 für Deutschland, 99 110 für Österreich und 99 140 für die Schweiz.

## Personenidentifikationsnummer NIR
Jeder in Frankreich geborenen oder sozialversicherungspflichtigen Person wird bei ihrer Geburt als Personenkennzeichen eine 15-stellige Nummer zugewiesen, die üblicherweise als Sozialversicherungsnummer bezeichnet wird und durch die Erfassungsnummer des nationalen Verzeichnisses zur Identifikation natürlicher Personen (Répertoire national d’identification des personnes physiques, RNIPP) bestimmt ist. Das Verzeichnis und die Nummern werden vom INSEE verwaltet, dem die zugrundeliegenden Informationen von den Standesämtern übermittelt werden. Der offizielle, aber außerhalb des INSEE wenig gebräuchliche Name dieser Personenidentifikationsnummer ist Numéro d’inscription au répertoire des personnes physiques, d. h. Registriernummer im Verzeichnis der natürlichen Personen, abgekürzt NIR oder NIRPP. Die Stellen 6 bis 10 dieser Nummer sind der INSEE-Code der Geburtsgemeinde oder, bei Geburtsort im Ausland, des Geburtslandes. Des Weiteren lassen sich aus der Nummer unmittelbar Geschlecht sowie Geburtsjahr und ‑monat des Inhabers ablesen.